# Gloria Hemingway
Gloria Hemingway (Nascida Gregory Hancock Hemingway, Kansas City, Missouri, 12 de novembro de 1931 – Miami, 1 de outubro de 2001, foi a terceira e mais jovem filha do escritor estadunidense Ernest Hemingway, a segunda de sua segunda mulher, Pauline Pfeiffer.

## Biografia
Gloria formou-se em medicina em 1964 pela Universidade de Miami. Em 1976 publicou um relato da vida de seu pai e a estreita relação que eles tinham, intitulada Papa: A Personal Memoir, publicado no Brasil como Papá, uma biografia pessoal. Em 1988 o abuso de álcool e drogas e uma "conduta incompatível com a ética" a fizeram perder a licença para clinicar. Como agravante, também sofria de transtorno bipolar. A partir daí, passou a se sustentar com uma mesada fornecida pela família.
Gloria Hemingway era transgênero. A despeito disso, casou-se quatro vezes e teve oito filhos: Patrick, Edward, Sean, Brendan, Vanessa, Maria, John e Lorian.  Seu último casamento, com Ida Mae Galliher, terminou em divórcio em 1995, depois de três anos.  Nesse mesmo ano ela se submeteu a uma operação para mudança de sexo e em 1997, numa cerimônia em Washington, voltou a casar-se com Ida.  Até a sua morte a legitimidade do casamento foi contestada. Gloria morreu em 2001, aos 69 anos, de hipertensão e doença cardiovascular, na penitenciária feminina Miami-Dade Women's Detention Center, em Miami.  Seis dias antes fora presa completamente nua e devia comparecer em corte no dia em que morreu para enfrentar acusações de atentado violento ao pudor e de resistir à prisão sem violência.